# حكومة فانهانن الثانية

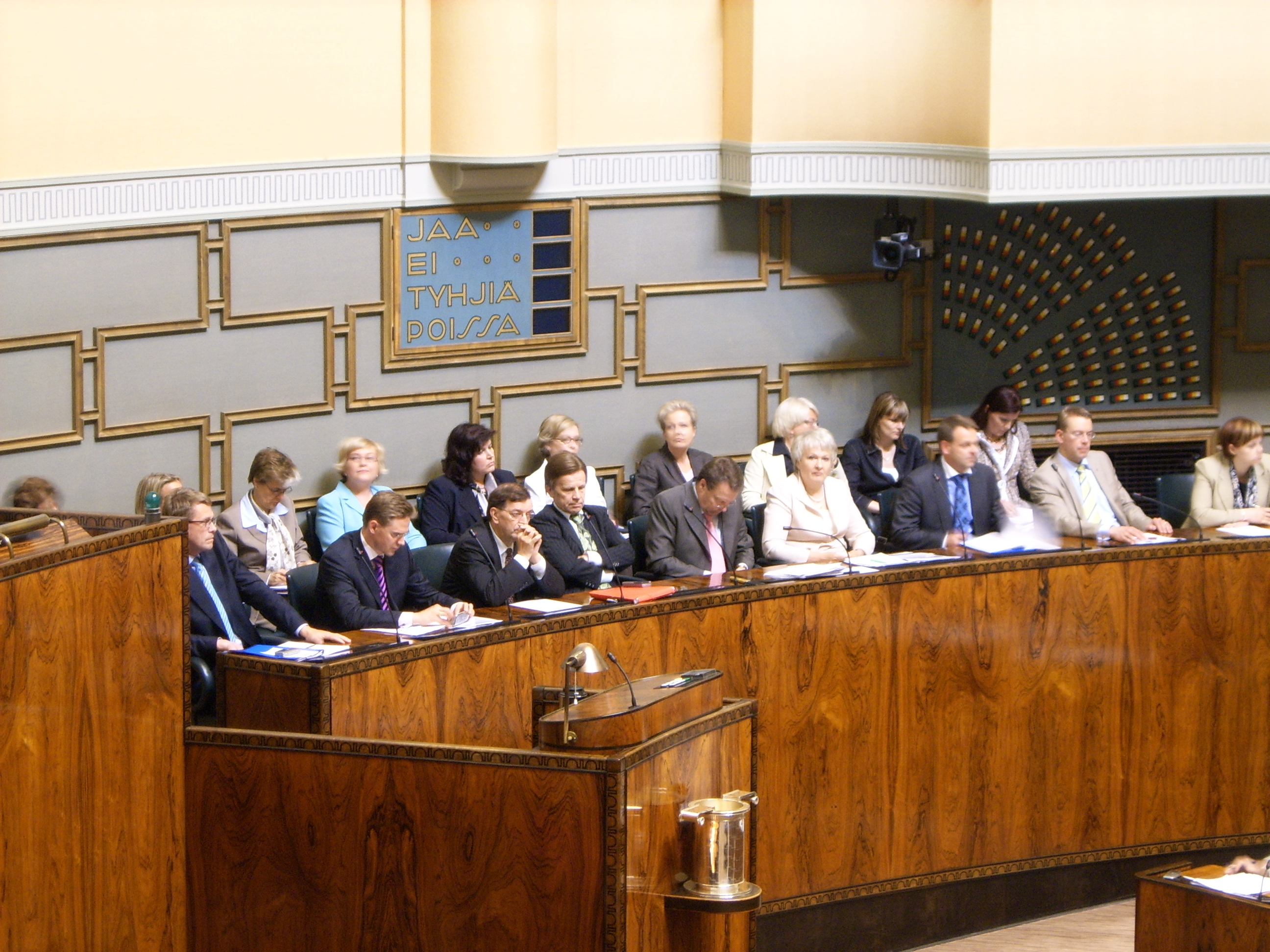
Matti Vanhanen's second cabinet

حكومة ماتي فانهانن الثانية (أبريل 2007 -) الحكومة الفنلندية السبعين والحالية . وتكونت من ائتلاف يمين الوسط والخضر المتشكل من أربعة أحزاب : حزب الوسط وحزب الائتلاف الوطني ، والرابطة الخضراء وحزب الشعب السويدي .
لأول مرة في تاريخ فنلندا تشكل حكومة يكون فيها عدد نساء أكثر من الرجال في حكومة فنلندا (12 مقابل 8).
حلت محلها حكومة كيفينييمي في 22 يونيو 2010 .